# سولومون بي. شارب
سولومون بي. شارب هو محامي وسياسي أمريكي، ولد في 22 أغسطس 1787 في أبينغدون في الولايات المتحدة، وتوفي في 7 نوفمبر 1825 في فرانكفورت في الولايات المتحدة. نشط حزبياً في الحزب الجمهوري الديمقراطي. وقد انتخب عضو مجلس النواب الأمريكي ‏.